# Посев (альбом)
У этого термина существуют и другие значения, см. Посев (значения)
«Посѐв» — студийный альбом рок-группы «Гражданская Оборона», включающий песни из репертуара её первого музыкального проекта с таким же названием — «Посев». Записи, сделанные в 1983-1985 годах, частично перезаписаны. Альбом официально вышел в 2003 году на лейбле «ХОР» и 2005 году на лейбле «Мистерия Звука».

## История создания
Группа «Посев» состояла из Егора Летова, Андрея «Босса» Бабенко (электрогитара), Евгения «Джона» Деева (бас) и иногда Олега Ивановского (акустическая гитара). Коллектив возник в 1982 году и распался в 1985-м. На последнем этапе своего существования он был параллельным проектом «Гражданской Обороны». Музыканты выпустили 11 альбомов и два «живых» джема. Записи были низкого качества, и распространять их не планировали. В 1985 году «Посев» прекратил существование и больше не возрождался.
В 1989 году, работая над циклом «Русское поле экспериментов» и альбомами Янки Дягилевой «Домой» и «Ангедония», Егор Летов решил перезаписать свои ранние записи, используя барабанные треки, записанные Аркадием Климкиным для других проектов. Идея пришла внезапно, и музыканты фиксировали только то, что быстро всплывало в памяти. Они старались минимизировать наложения, и большую часть работы Егор выполнил вдвоем с Кузьмой.

Альбом был записан в ГрОб-студии 6 сентября 1989 года. В издании 2005 года есть и треки, записанные в период с 1983 по 1985 год. Однако основной материал по звуку и настроению напоминает цикл «Русское поле экспериментов».
«Посев» — это, по сути, альбом, записанный во время записи «Русского поля экспериментов», «Армагеддон-попс» и Янки в 1989 году, те вещи, которыми перемежаются настоящие, оригинальные вещи — они не обязательны, в последний момент мы с Кузьмой решили разбавить их реальными «посевскими» вещами, записанными в 1985 году, для красочности и контрасту. Когда же «ХОР» решил это выпускать, возникла идея выпустить оригинальный «Посев», и было решено отделить одно от другого…
— Егор Летов. Ответы на вопросы посетителей официального сайта Гражданской Обороны (20.02.2005).

## Варианты издания альбома
«Посев» вышел в виде компиляции из записей 1989 года и редких треков, взятых из альбомов «Гражданской Обороны» — «The Best Of Г.О.», «Psychedelia Today» и «История омского панка, часть 1» и «История омского панка, часть 2». Этот альбом известен под названием «История: Посев 1982-85». Он был разделён на два диска по 35 минут каждый: «Детский доктор сказал: „Ништяк“» и «Сибирский мороз». В 1997 году J&J records выпустила эту версию на кассетах.
В 2003 году вышло первое официальное издание альбома. Компания «ХОР» выпустила его на компакт-дисках и кассетах. В альбом вошли четырнадцать композиций.
В 2005 году альбом издала компания «Мистерия звука». Его фонограмму подготовили Егор Летов и Наталья Чумакова. Специально для этого издания материал заново оцифровали, отреставрировали и пересвели с оригинальных лент. В этот вариант вошли 23 песни, что делает его самым полным.

## Список композиций
| №   | Название                          | Текст песни                                    | Длительность |
| --- | --------------------------------- | ---------------------------------------------- | ------------ |
| 1.  | «Открове»                         | Егор Летов, Константин Рябинов                 | 2:51         |
| 2.  | «Поганая молодёжь»                | Егор Летов, Константин Рябинов                 | 2:49         |
| 3.  | «Рваные бусы»                     | Егор Летов                                     | 3:47         |
| 4.  | «Зелёный блюз»                    | Егор Летов, Константин Рябинов                 | 3:10         |
| 5.  | «Осенняя песня»                   | Егор Летов                                     | 3:08         |
| 6.  | «Чёрный цвет»                     | Константин Рябинов                             | 3:44         |
| 7.  | «Ненавижу женщин»                 | Егор Летов, Константин Рябинов                 | 3:03         |
| 8.  | «Всё на север (Метаморфоза №1)»   | Егор Летов, Андрей Бабенко                     | 2:19         |
| 9.  | «Проглаженный железным утюгом»    | Егор Летов, Андрей Бабенко                     | 1:58         |
| 10. | «Сибирский мороз»                 | Константин Рябинов, Андрей Бабенко, Егор Летов | 3:55         |
| 11. | «Я выдуман напрочь»               | Егор Летов                                     | 3:03         |
| 12. | «Малиновая скала»                 | Егор Летов, Олег Ивановский                    | 3:04         |
| 13. | «По теперешним-то временам»       | Константин Рябинов                             | 0:27         |
| 14. | «Детский доктор сказал: «Ништяк»» | Егор Летов, Константин Рябинов                 | 3:11         |

| №                   | Название              | Автор(ы)            | Длительность |
| ------------------- | --------------------- | ------------------- | ------------ |
| 2.                  | «Уеду в Америку»      | Константин Рябинов  | 1:05         |
| 4.                  | «На наших глазах»     |                     | 3:08         |
| 10.                 | «В садике»            |                     | 0:37         |
| 12.                 | «Эй, бабища, блевани» |                     | 3:01         |
| 17.                 | «Мама бля»            | Константин Рябинов  | 3:32         |
| 19.                 | «Деревья»             |                     | 0:54         |
| Общая длительность: | Общая длительность:   | Общая длительность: | 1 ч. 6 мин.  |

## Участники записи
- ЕГОР ЛЕТОВ: голос, басс, ударные, гитары
- КУЗЯ УО: голос, басс, гитары, саксофон в «Собаке»
- а также: Аркадий Климкин, Андрей Бабенко, Олег Ивановский, Евгений Деев, Янка Дягилева, Сергей Зеленский и Игорь Жевтун[11]

Записано в ГрОб-студии 6 сентября 1989 года, за исключением:
- 2, 22: 7.09.89;
- 4, 10: июль 85;
- 7: январь 85;
- 12, 21: ноябрь 85;
- 14, 17: 3.05.89;
- 19: 11.10.89;
- 20: 24.08.85, 12.10.89[11]